# Пам'ятки історії Олевського району
У Олевському районі Житомирської області на обліку перебуває 60 пам'яток історії.
| №п/п | Охоронний номер | Найменування пам'ятки                                                                           | Адреса                                                                  | Рік       | Автор    | № рішення про взяття на державний облік | Фото |
| ---- | --------------- | ----------------------------------------------------------------------------------------------- | ----------------------------------------------------------------------- | --------- | -------- | --------------------------------------- | ---- |
| 1    | 1002            | Група могил радянських воїнів. Поховано 4 чол.                                                  | С-ще Олевськ, Олевська сел. рада, біля залізничного депо.               | 1944      | —        | № 442 від 29.09.1969 р.                 |      |
| 2    | 1003            | Братська могила радянських воїнів Поховано 92 чол.                                              | С-ще Олевськ, Олевська с/р, в центрі, у сквері.                         | 1960      | —        | № 442 від 29.09.1969 р.                 |      |
| 3    | 2320            | Могила Павленка Й. Д. — Героя Радянського Союзу.                                                | С-ще Олевськ, Олевська с/р, вул. Червоноармійська, на кладовищі.        | 1973      | —        | № 559 від 26.12.1979 р.                 |      |
| 4    | 2321            | Братська могила жертв фашизму. Поховано понад 300 чол.                                          | С-ще Олевськ, Олевська сел. рада, біля залізничного мосту.              | 1949      | —        | № 559 від 26.12.1979 р.                 |      |
| 5    | 987             | Братська могила радянських воїнів. Поховано 7 чол.                                              | С. Білокоровичі, Білокоровицька с/р, біля школи.                        | 1968      | —        | № 442 від 29.09.1969 р.                 |      |
| 6    | 2313            | Братська могила учасників громадянської війни та пам'ятник воїнам-односельцям. Поховано 15 чол. | С. Білокоровичі, Білокоровицька с/р, в районі базару.                   | 1968—1975 | —        | № 559 від 26.12.1979 р.                 |      |
| 7    | 2904            | Братська могила жертв фашизму. Кількість похованих невідома.                                    | С. Варварівка, Руднє-Бистрянська с/р, на території силікатного заводу.  | 1976      | —        | № 390 від 08.10.1992 р.                 |      |
| 8    | 988             | Могила Шпаківського І. А. — радянського партизана.                                              | С. Діброва, Дружбівська сел. рада, в центрі села.                       | 1975      | Вітрик   | № 442 від 29.09.1969 р.                 |      |
| 9    | 992             | Пам'ятник воїнам-односельцям та могила партизана. Поховано 1 особу.                             | С. Жовтневе, Жовтнева с/р, в центрі села.                               | 1966      | —        | № 442 від 29.09.1969 р.                 |      |
| 10   | 2314            | Пам'ятник воїнам-односельцям.                                                                   | С. Жубровичі, Жубровицька с/р, біля Будинку культури.                   | 1974      | Вітрик   | № 559 від 26.12.1979 р.                 |      |
| 11   | 2532            | Пам'ятник воїнам-односельцям.                                                                   | С. Жубровичі, Жубровицька с/р, біля Будинку культури.                   | 1979      | —        | № 22 від 21.01.1983 р.                  |      |
| 12   | 2653            | Пам'ятник спаленому селу.                                                                       | С. Жубровичі, Жубровицька с/р, біля Будинку культури.                   | 1978      | —        | № 52 від 04.02. 1985 р.                 |      |
| 13   | 991             | Могила Максименка М. К.- радянського партизана та пам'ятник воїнам-односельчанам.               | С. Журжевичі, Журжевицька с/р, біля с/р.                                | 1988      | —        | № 442 від 29.09.1969 р.                 |      |
| 14   | 990             | Могила Степанця Т. К. — радянського партизана.                                                  | С. Журжевичі, Журжевицька с/р, на кладовищі.                            | 1956      | —        | № 442 від 29.09.1969 р.                 |      |
| 15   | 993             | Братська могила радянських воїнів. Поховано 11 чол.                                             | С. Замисловичі, Замисловицька с/р, біля Будинку культури.               | 1966      | —        | № 442 від 29.09.1969 р.                 |      |
| 16   | 994             | Могила Мороза І. В. — радянського партизана.                                                    | С. Зольня, Зольнянська с/р, біля лікарні.                               | 1967      | —        | № 442 від 29.09.1969 р.                 |      |
| 17   | 995             | Могила радянського воїна.                                                                       | С. Зубковичі, Зубковицька с/р, на кладовищі.                            | 1966      | —        | № 442 від 2909.1969 р.                  |      |
| 18   | 996             | Могила радянського прикордонника.                                                               | С. Кам'янка, Кам'янська с/р, в центрі села.                             | 1975      | —        | № 442 від 29.09.1969 р.                 |      |
| 19   | 997             | Могили сім'ї Хільчуків та Пилипчука Р. А. — радянських партизан. Поховано 3 чол.                | С. Кам'янка, Кам'янська с/р, на кладовищі.                              | 1975      | —        | № 442 від 29.09.1969 р.                 |      |
| 20   | 998             | Братська могила радянських воїнів та пам'ятник воїнам-односельцям. Поховано 2 чол.              | С. Кишин, Кишинська с/р, в центрі села.                                 | 1965      | —        | № 442 від 29.09.1969 р.                 |      |
| 21   | 2654            | Пам'ятник спаленому селу.                                                                       | С. Ковалівка, Зольнянська с/р, в центрі села.                           | 1983      | —        | № 52 від 04.02.1985 р.                  |      |
| 22   | 999             | Братська могила жертв фашизму. Поховано 2887 чол.                                               | С. Копище, Копищенська с/р, біля Будинку культури.                      | 1961      | —        | № 442 від 29.09.1969 р.                 |      |
| 23   | 2656            | Пам'ятник спаленому селу.                                                                       | С. Копище, Копищенська с/р, біля медпункту.                             | 1981      | —        | № 52 від 04.02.1985р                    |      |
| 24   | 2316            | Братська могила партизанів. Поховано 3 чол.                                                     | С. Копище, Копищенська с/р, на околиці села.                            | 1975      | —        | № 559 від 26.12.1979 р.                 |      |
| 25   | 1000            | Братська могила радянських воїнів. Поховано 6 чол.                                              | С. Комсомольське, Комсомольська с/р, в центрі села.                     | 1947—1982 | —        | № 388 від 06.09.1976 р.                 |      |
| 26   | 2315            | Могила Грама А. Ф.- голови комітету незаможних селян.                                           | С. Комсомольське, Комсомольська с/р, біля ветлікарні.                   | 1975      | —        | № 559 від 26.12.1979 р.                 |      |
| 27   | 2580            | Могила радянського партизана.                                                                   | С. Комсомольське, Комсомольська с/р.                                    |           | —        | № 468 від 29.10.1989 р.                 |      |
| 28   | 2655            | Пам'ятник радянським радистам.                                                                  | С. Комсомольське, Комсомольська с/р.                                    | 1955      | —        | № 52 від 04.02.1985 р.                  |      |
| 29   | 1001            | Братська могила радянських воїнів. Поховано 3 чол.                                              | С. Лопатичі, Лопатицька с/р, на кладовищі.                              | 1965      | —        | № 442 від 29.09.1969 р.                 |      |
| 30   | 2317            | Братська могила радянських воїнів та пам'ятник воїнам-односельцям. Поховано 8 чол.              | С. Майдан, Майданська с/р, в центрі села.                               | 1970—1981 | —        | № 559 від 26.12.1979 р.                 |      |
| 31   | 2657            | Пам'ятник спаленому селу.                                                                       | С. Майдан, Майданська с/р, в центрі села.                               | 1982      | —        | № 52 від 04.02.1985 р.                  |      |
| 32   | 2583            | Пам'ятний знак на місці засідання підпільного ЦК КП(б)У.                                        | С. Майдан-Копищенський, Копищенська с/р, на околиці села                | 1981      | —        | № 468 від 29.10.1983 р.                 |      |
| 33   | 2584            | Пам'ятник воїнам-односельцям.                                                                   | С. Майдан-Копищенський, Копищенська с/р, в центрі села.                 | 1977      | —        | № 468 від 29.10.1983 р.                 |      |
| 34   | 2318            | Братська могила жертв фашизму. Поховано 68 чол.                                                 | С. Майдан-Копищенський, Копищенська с/р, на околиці села.               | 1968—1981 | —        | № 559 від 26.12.1979 р.                 |      |
| 35   | 2658            | Пам'ятник Кузнєцову М. І. — Герою Радянського Союзу.                                            | Урочище Маріамполь, Жовтнева с/р.                                       | 1981      | —        | № 52 від 04.02.1985 р.                  |      |
| 36   | 2319            | Братська могила радянських партизан. Кількість похованих невідома.                              | С. Нові Білокоровичі, Новобілокоровицька сел. рада, біля школи.         | 1975      | —        | № 559 від 26.12.1979 р.                 |      |
| 37   | 1004            | Братська могила радянських воїнів. Кількість похованих невідома.                                | С. Нові Білокоровичі, Новобілокоровицька сел. рада, на кладовищі.       | 1975      | —        | № 390 від 08.10.1992 р.                 |      |
| 38   | 2533            | Пам'ятник на честь 124-ї стрілецької дивізії.                                                   | С. Нові Білокоровичі, Новобілокоровицька сел. рада, Привокзальна площа. | 1977      | —        | № 22 від 21.01.1983 р.                  |      |
| 39   | 1696            | Могила Омелянчука М. М. — радянського партизана.                                                | С. Озеряни, Новоозерянська сел. рада, на кладовищі.                     | 1965      | —        | № 442 від 29.09.1969 р.                 |      |
| 40   | 1005            | Могила Сидоренка — комісара.                                                                    | С. Перга, Хочинська с/р, біля школи.                                    | 1974      | —        | № 442 від 29.09.1969 р.                 |      |
| 41   | 2322            | Пам'ятник воїнам-односельцям.                                                                   | С. Перга, Хочинська с/р, біля школи.                                    | 1974      | —        | № 559 від 26.12.1979 р.                 |      |
| 42   | 2582            | Пам'ятник спаленому селу (скульптор Йосип Табачник).                                            | С. Перга, Хочинська с/р, біля клубу.                                    | 1980      | —        | № 468 від 29.10.1983 р.                 |      |
| 43   | 2905            | Могила радянського воїна.                                                                       | С. Пояски, Радовельська с/р, біля залізничної станції.                  | 1975      | —        | № 390 від 08.10.1992 р.                 |      |
| 44   | 1006            | Могила Тура С. К. — командира партизанської групи.                                              | С. Радовель, Радовельська с/р, в центрі села.                           | 1966      | Баринова | № 442 від 29.09.1969 р.                 |      |
| 45   | 2534            | Пам'ятник воїнам-визволителям.                                                                  | С. Радовель, Радовельська с/р, в центрі села.                           | 1979      | —        | № 22 від 21.01.1983 р.                  |      |
| 46   | 1010            | Могила Ренькаса В. С. — радянського партизана.                                                  | С. Радовель, Радовельська с/р, біля залізничної станції.                | 1964      | —        | № 390 від 08.10.1992 р.                 |      |
| 47   | 1697            | Могила радянського партизана.                                                                   | С. Рудня-Бистра, Руднє-Бистрянська с/р, на околиці села.                | 1964      | —        | № 388 від 06.09.1976 р.                 |      |
| 48   | 3167            | Пам'ятник воїнам-односельцям.                                                                   | С. Рудня-Бистра, Руднє-Бистрянська с/р.                                 | 1995      | —        | № 616 від 29.09.1999 р.                 |      |
| 49   | 1007            | Могила радянської партизанки.                                                                   | С. Рудня-Озерянська, Новоозерянська сел. рада, на кладовищі.            | 1965      | —        | № 442 від 29.09.1969 р.                 |      |
| 50   | 2323            | Братська могила радянських воїнів. Поховано 19 чол.                                             | С. Сновидовичі, Руднє-Бистрянська с/р, на території лісництва.          | 1966      | —        | № 559 від 36.12.1979 р.                 |      |
| 51   | 2324            | Братська могила партизан. Поховано 2 чол.                                                       | С. Сновидовичі, Руднє-Бистрянська с/р, на території лісництва.          | 1968      | —        | № 559 від 26.12.1979 р.                 |      |
| 52   | 2325            | Пам'ятник воїнам-односельцям.                                                                   | С. Стовпинка, Стовпинська с/р, в центрі села.                           | 1976      | —        | № 559 від 26.12.1979 р.                 |      |
| 53   | 989             | Могила радянського воїна.                                                                       | С. Стовпинка, Стовпинська с/р, на кладовищі.                            | 1975      | —        | № 390 від 08.10.1992 р.                 |      |
| 54   | 1008            | Братська могила радянських воїнів. Поховано 3 чол.                                              | С. Сущани, Сущанська с/р, біля клубу.                                   | 1951      | —        | № 442 від 29.09.1969 р.                 |      |
| 55   | 1009            | Братська могила партизанів та радянських воїнів. Поховано 4 чол.                                | С. Тепениця, Тепеницька с/р, біля Будинку культури.                     | 1976      | —        | № 442 від 29.09.1969 р.                 |      |
| 56   | 2326            | Могила радянського партизана.                                                                   | С. Устинівка, Замисловицька с/р, на околиці села.                       | 1973      | —        | № 559 від 26.12.1979 р.                 |      |
| 57   | 1011            | Могила Гопанчука В. Г. — радянського партизана.                                                 | С. Хочине, Хочинська с/р, в центрі села.                                | 1965      | —        | № 442 від 26.12.1979 р.                 |      |
| 58   | 2659            | Пам'ятник спаленому селу.                                                                       | С. Хочине, Хочинська с/р.                                               | 1984      | —        | № 52 від 04.02.1985 р.                  |      |
| 59   | 2581            | Пам'ятник спаленому селу.                                                                       | С. Хмелівка, Тепеницька с/р, на окраїні села.                           | 1981      | —        | № 468 від 29.10.1983 р.                 |      |
| 60   | 1012            | Братська могила Талаха А. С. та Зав'ялова А. — радянських партизан. Поховано 2 чол.             | С. Юрове, Юрівська с/р, біля сільської Ради.                            | 1949      | —        | № 442 від 29.09.1969 р.                 |      |
|      |                 |                                                                                                 |                                                                         |           |          |                                         |      |